# Крісті Богерт
Крісті Богерт (нід. Kristie Boogert) — нідерландська тенісистка, олімпійська медалістка, чемпіонка Ролан-Гарросу в місті.
Срібну олімпійську медаль Богерт виборола на Сіднейській олімпіаді 2000 року в парних змаганнях, граючи разом із Міріам Ореманс. У фіналі нідерландська пара поступилася сестрам Вільямс.
Богерт не мала значних досягнень ні в одиночному, ні в парному розрядах, але в міксті вона була чемпіонкою Ролан-Гарросу 1994 разом із Менно Остінгом. В одиночному розряді Богерт досягала 29 місця в рейтингу WTA. Спортсменка завершила кар'єру у 2003 році через хронічний біль у лікті.

## Значні фінали

### Олімпіади

#### Парний розряд: 1 срібна медаль
| Результат | Дата          | Турнір      | Поверхня | Партнерка      | Супротивниці                 | Рахунок  |
| --------- | ------------- | ----------- | -------- | -------------- | ---------------------------- | -------- |
| Срібло    | 2 жовтня 2000 | Сідней 2000 | Хард     | Міріам Ореманс | Вінус Вільямс Серена Вільямс | 1–6, 1–6 |

### Мікст (1 титул)
| Результат | Рік  | Турнір      | Поверхня | Партнер      | Супротивники                      | Рахунок      |
| Перемога  | 1994 | French Open | Ґрунт    | Менно Остінг | Андрій Ольховський Лариса Нейланд | 7–5 3–6, 7–5 |

## Зовнішні посилання
- Досьє на сайті Жіночої тенісної асоціації [Архівовано 22 червня 2018 у Wayback Machine.]

## Виноски
1. ↑  Player Profile // WTA website

| Тенісист | Це незавершена стаття про тенісиста чи тенісистку. Ви можете допомогти проєкту, виправивши або дописавши її. |